# Mars Geyser Hopper

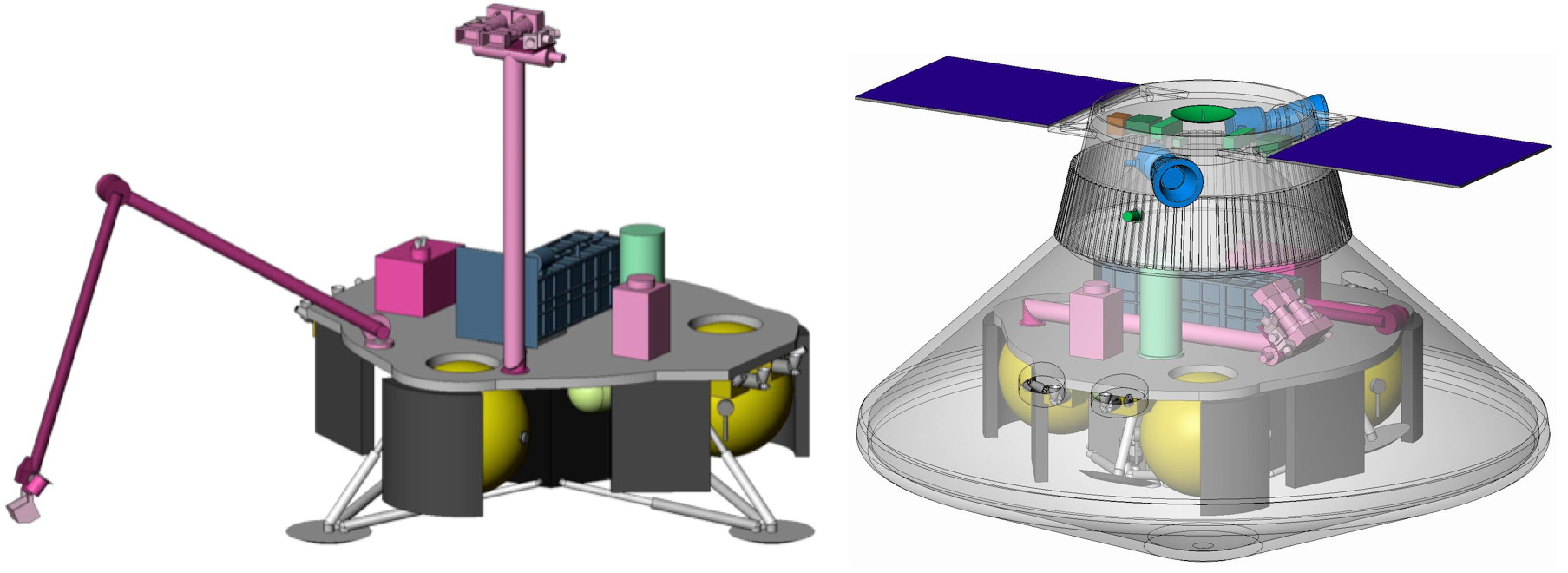
Модель Mars Geyser Hopper. Апарат у роботі (ліворуч), варіант у захисній капсулі (праворуч)

Mars Geyser Hopper (MGH) — концепт рекомендованої місії для класу «Discovery», запропонованої NASA, космічний апарат має дослідити діоксид вуглецю марсіанських гейзерів знайдених поблизу Південного плато Марса.
Технологія живлення, яку має використовувати апарат — Покращений радіоізотопний генератор Стірлінга. NASA закінчила проектування і один з тестів пристрою, проте програма була закрита у середині 2010-х. Ані космічний апарат InSight, ані будь-який інший космічний апарат пів-фіналістів програми «Discovery» не буде використовувати ПРІГС або РІТЕГ через відсутність плутонію.

## Попередні події

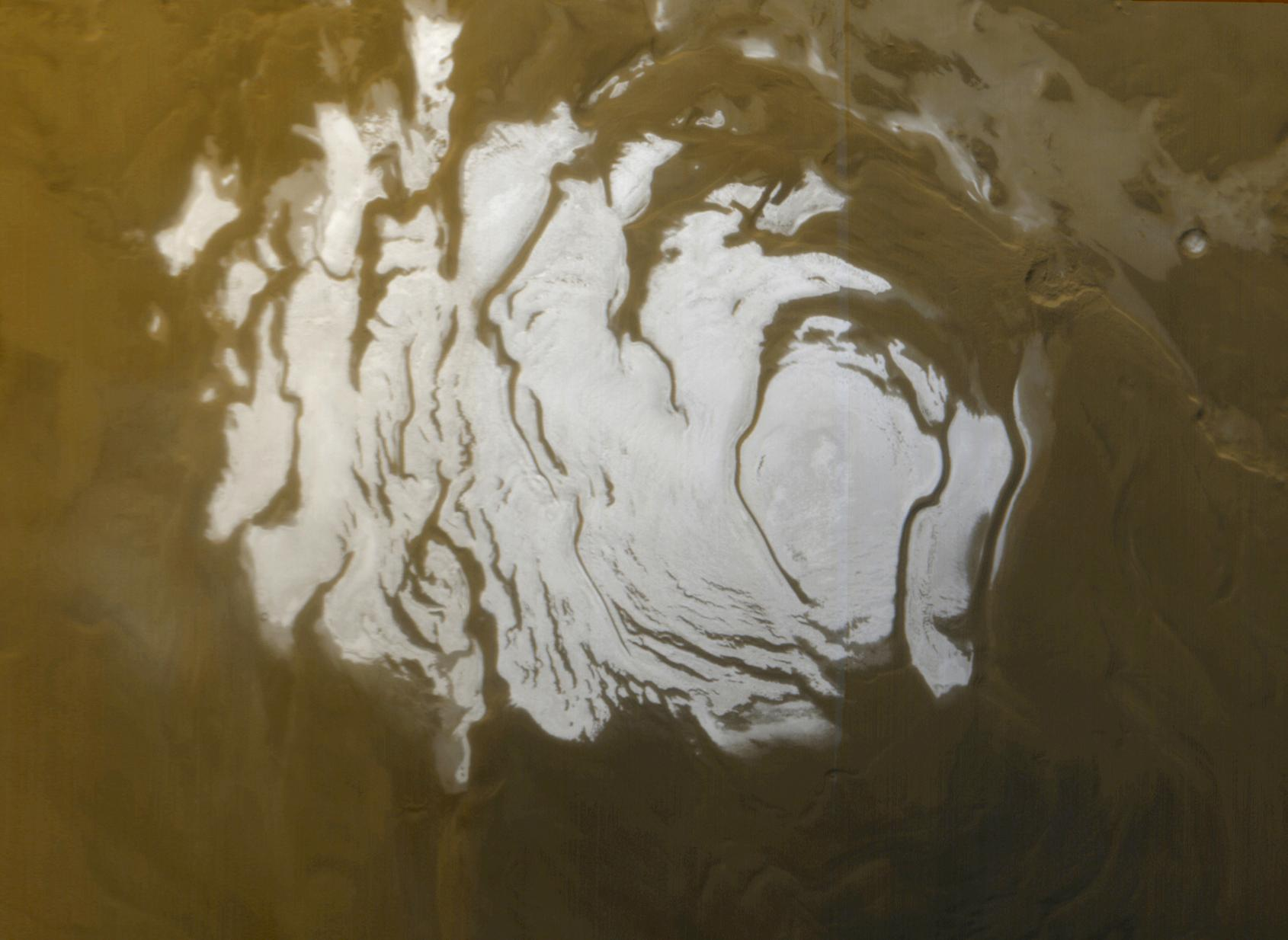
Південна полярна шапка Марса

Програма «Discovery» розпочалась у 1990-х, в результаті дискусій щодо нових місій, були запущені такі апарати Genesis, Deep Impact і Kepler.
Один з перших непілотованих роботизованих космчних апаратів, який мав стрибкові маневри — місячний посадковий апарат Сервеєр-6, який успішно приземлився на Місяць у 1967 році і здійснив стрибок після посадки. Інші місії можливі до супутника Сатурна — Енцелада. Особливість стрибкових апаратів у тому, що вони можуть змінювати місце дислокування, відвідуючи різні райони. Іншою місією стрибкового типу є Comet Hopper, яка стала півфіналістом програми «Discovery» — її мета — вивчення комети 46P/Віртанена. Є припущення, що місія Mars Geyser Hopper відбудеться після запуску місії InSight.

## Огляд місії
Проектна вартість місії складає $350 млн — максимум не має перевищувати $425 млн, не включаючи вартість запуску. Для зменшення вартості і ризиків, космічний апарат базується на попередній конструкції — марсіанського посадкового апарата Фенікс, який має налагоджену політну систему в яку включена м'яка посадка і рухова установка з можливістю повторного включення, ця система відповідає вимогам цієї місії. Космічний апарат має приземлитись у заданій області біля південного полюсу Марса, де гейзери розташовані кількасот кілометрів підряд з дистанцією один гейзер кожні 1-2 км. Апарат матиме здатність до стрибку не менше двох разів після приземлення для зміни власної позиції для приближення до району з гейзерами і має перечекати зиму до перших сонячних променів на весні, щоб дослідити вперше такий феномен, як марсіанський гейзер, дослідження має торкнутись пилу з гейзерів і самого каналу.

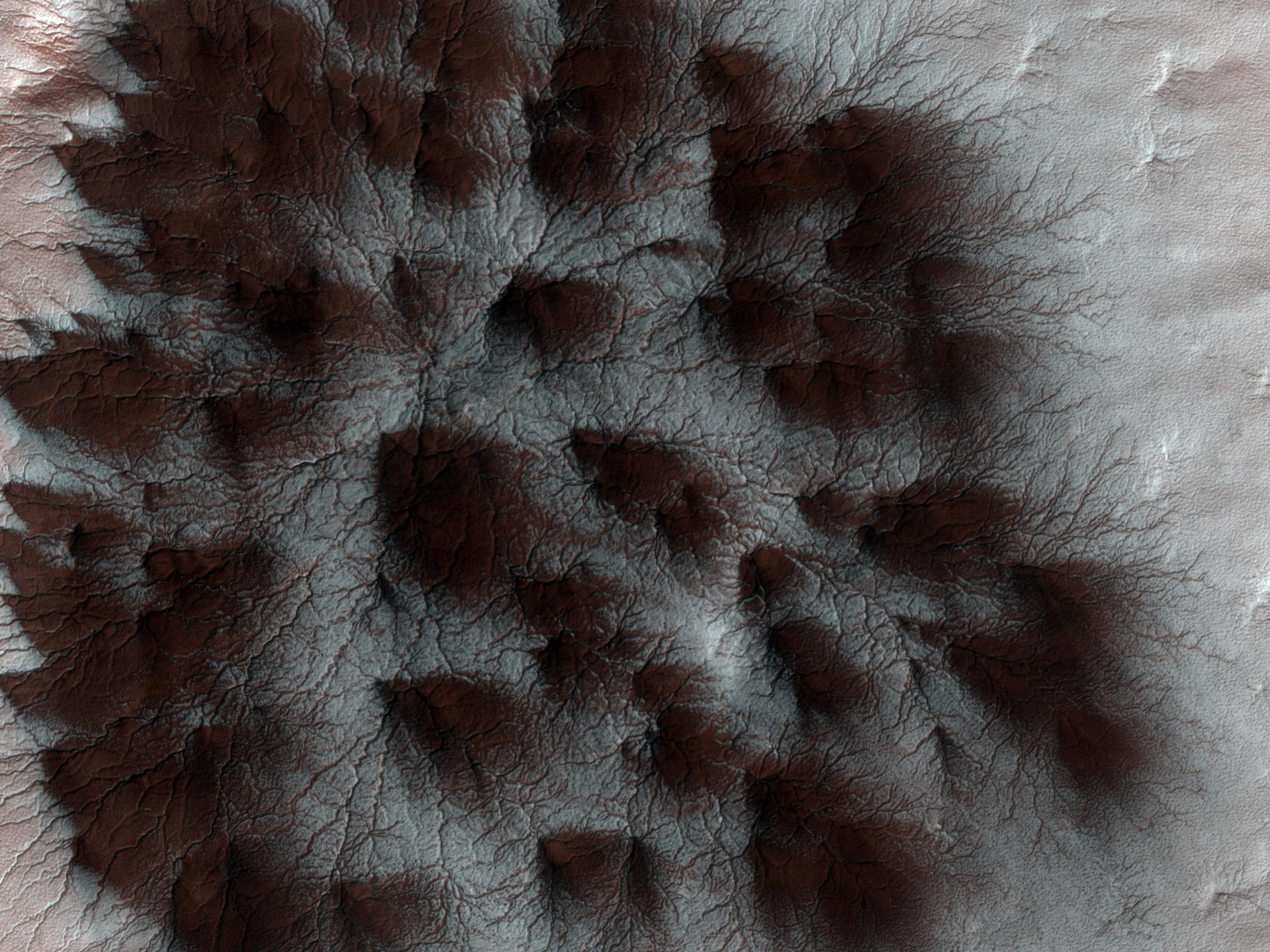
Особливість під назвою «павук», вочевидь виходить з осаду, після чого виникають ці темні плями на дюнах.

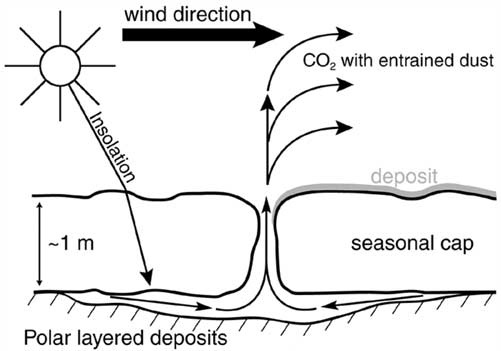
За словами Сільван Пікуеукс, сонячне світло викликає сублімацію від дна, що призводить до накопичення стисненого газу CO_{2}, який врешті-решт вибухає, захоплюючи пил і призводить до темних відкладень з чіткою спрямованістю, що вказує дію вітру.

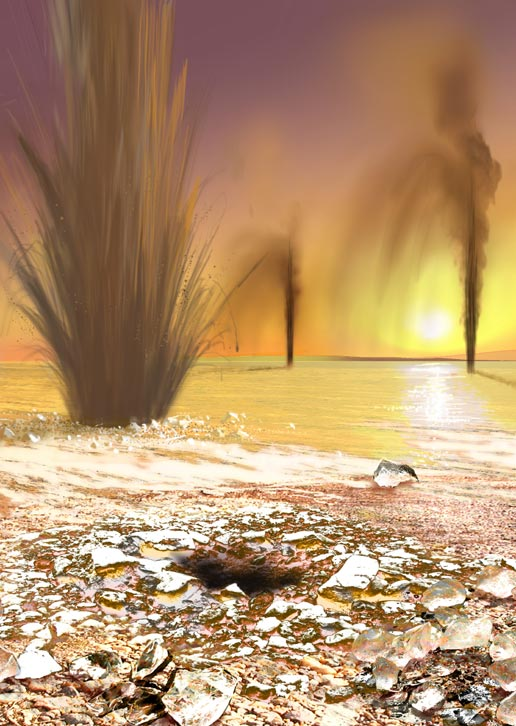
Піщані струмені з марсіанських гейзерів в уяві художника. (опубліковано NASA, художник Рон Міллер.)

Марсіанські гейзери не схожі на будь-яке земне геологічне явище. Форма і незвичайне павукоподібне утворення гейзерів стимулюють виникнення багатьох наукових гіпотез щодо їх походження, починаючи від здатності відбивати світло до пояснень біологічних процесів.
Однак, всі існуючі геофізичні моделі передбачають якийсь тип гейзерів. Їх характеристики та процес утворення досі дискутуються. Сезонні замерзання і розморожування льоду CO2 призводять до появи цілого ряду особливостей, таких як павукоподібні канали на темних дюнних плямах нижче рівня льоду, де вони висічені між землею і льодом, надаючи поверхні вигляд павутиння, а потім тиск, накопичуючись в їх порожнинах виштовхує газ і темний базальтовий пісок або пил, який осідає на поверхні льоду і, таким чином, утворює темні дюнні плями. Цей процес швидкий, спостережуване відбувається впродовж кількох днів, тижнів і місяців, темпи зростання досить незвичні у геології — особливо для Марса.

### Проект місії
Основна тривалість місії, починаючи з запуску — 30 місяців, 8 місяців — апарат летітиме до Марса — сама місія триватиме 22 місяці (один марсіанський рік) на поверхні. Космічний апарат увійде у атмосферу, він обладнаний системою м'якої посадки, у районі південного полюсу, де відоме розташування гейзерів. Приземлення триватиме під час полярного літа, коли поверхня не вкрита льодом. Розміри еліпсу району приземлення 20*50 км, отже посадка буде спрямована у регіон, без близького розміщення гейзерів. Впродовж першої після-посадкової фази, апарат буде проводити наукові вимірювання для характеристики місця посадки для того, щоб зрозуміти геологію площі поверхні вільної від льоду впродовж літнього періоду.
Космічний апарат складе свої інструменти і знову ввімкне свої двигуни для першого стрибка на відстань 2 км. Цей стрибок розрахований для зміни положення спускного апарата до району розташування гейзерів, досліджуючи поверхню де був гейзер. Наступного разу, космічний апарат збере свої інструменти і активує двигуни для другого стрибка на відстань ~100 м. Цей стрибок розмістить посадковий апарат у замерзлу місцевість, темна пляма буде обрана з урахуванням висоти для більшого огляду оточуючої місцевості, близько проте не у місце розташування відомого гейзера, і поза межами діапазону, де на апарат може потрапити плюм. Лендер має зібрати дані щодо місцевості впродовж сонячного періоду, а після цього перейти у «зимовий режим». Апарат продовжить передавати інженерам дані щодо клімату впродовж зими, проте не буде проводити важливі наукові дослідження. Коли почнеться полярна весна, апарат почне досліджувати гейзери з оптимальної відстані. Система автоматичного знаходження гейзерів, встановлена на апараті просканує оточуючу місцевість. Світлини зроблені апаратом не будуть відразу передаватись на Землю, вони надійдуть лише після знайдення гейзерів. Камера апарата зніматиме з великою швидкістю і у великій роздільній здатності, включає лідар — характеризуватиме рух частинок і Інфрачервоний спектроскоп. Одночасно, наукові інструменти будуть проводити хімічні аналізи будь-яких падаючих частинок, які були вивержені гейзерами і впали на поверхню лендера. Гейзери вивергаються приблизно раз на день — у пік весняного сезону. Якщо одночасно буде знайдено кілька гейзерів — алгоритм апарата сфокусується на найближчому або на «найкращому». Апарат буде досліджувати головні цілі — гейзери — приблизно 90 днів. Під час весняного та літнього сезону очікується спостереження десяти гейзерів. Якщо місія буде розширена, апарат продовжуватиме роботу з 11 серпня 2018 року повний марсіанський рік до другого марсіанського літа. Концепт цієї місії може використовуватись для дослідження інших об'єктів. Здатність використовувати стрибки за допомогою ракетних двигунів від місця посадки до місця наукового інтересу є цінною технологією для дослідження поверхні Марса, а також інших частин Сонячної системи, і може продемонструвати нову форму планетохіда зі здатністю пропрацювати набагато більше через більшу міцність апарата ніж попередні місії, концепт місії можна використовувати для дослідження багатьох планет і супутників.

## Космічний апарат

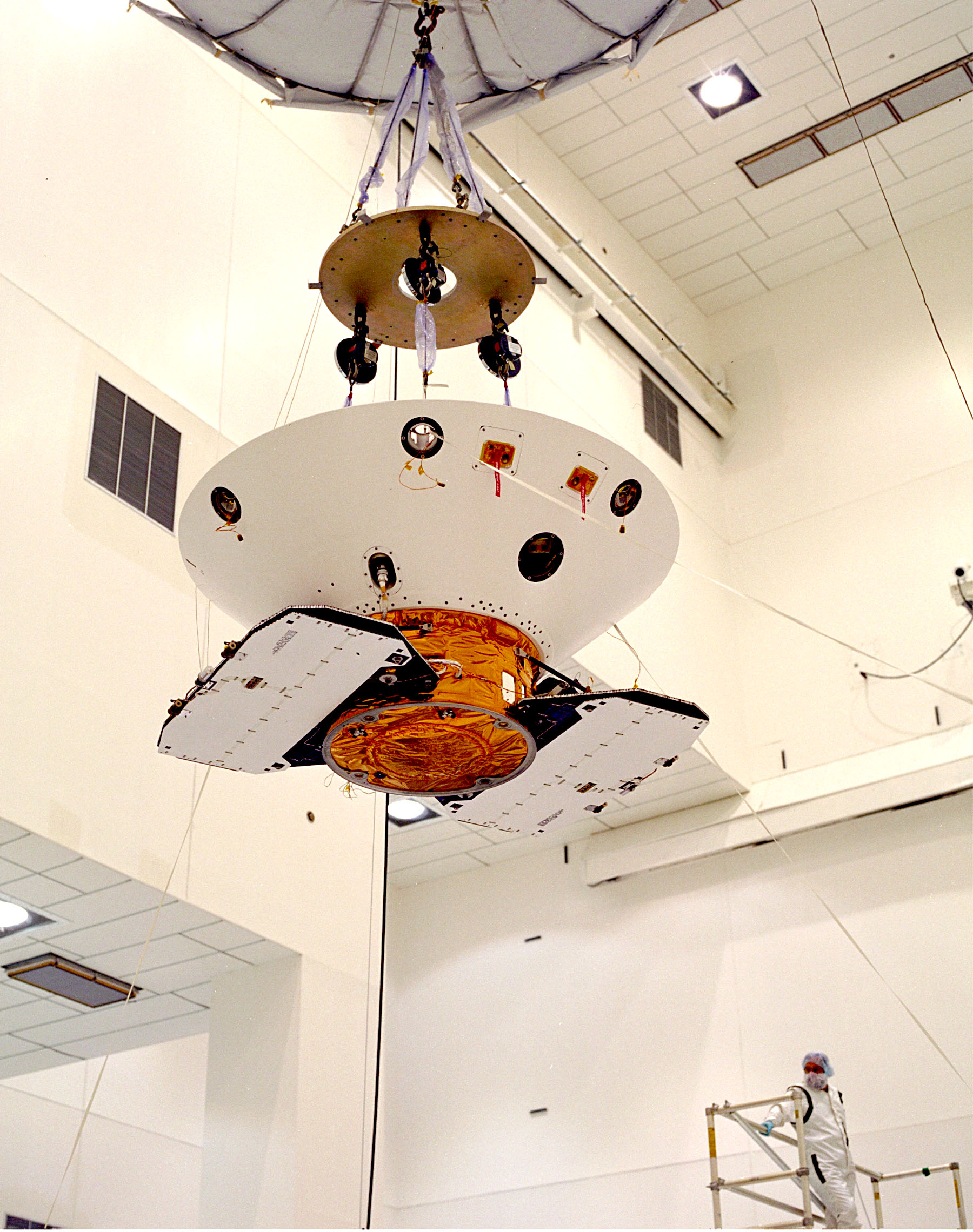
Апарат Mars Polar Lander, який здійснив невдалу посадку на полюсі, технологія пізніше була використана на КА Фенікс

### Живлення
Феномен гейзерів виникає після довгого періоду повної темряви, гейзери виникають на початку полярної весни, коли температура сягає -150 °C, і кут Сонця складає лише кілька градусів над горизонтом. Екстримальне довколишнє середовище, низький кут Сонця під час дослідження гейзерів, а також той факт, що бажано розмістити зонд задовго до появи гейзерів, впродовж періоду без сонячного світла, робить неможливим використання сонячних панелей для основного живлення. Таким чином це приваблива місія для використання Покращеного Радіоізотопного Генератора Стірлінга з масою 126 кг включаючи літій-іонний акумулятор для використання під час входу у атмосферу/спуску/посадки, а також під час перельотів у стрибках, коли є необхідність тривалого додаткового живлення. Однак розробка ПРІГС була відмінена NASA у 2013 році. However, the ASRG development was cancelled by NASA in 2013.

### Рухова установка
Рухова установка для стрибків заснована на системі спускного апарата Фенікс, яка використовує гідразин як паливо і має 15 реактивних двигунів MR-107N з імпульсом 230 с для приземлення і стрибків. Реактивна система управління має 4 пари двигунів MR-103D з імпульсом 215 с, і один двигун MR-102 з імпульсом 220 с. Система матиме 191 кг палива.

### Зв'язок
Спусковий апарат матиме зв'язок з Землею через антену у Х-діапазоні частот. Потім будуть використані дециметрові хвилі. Світлини і всі дані будуть ретранслюватись через апарат Mars Reconnaissance Orbiter.

### Наукові інструменти
Наукові інструменти складаються з стерео камер (MastCam) для огляду гейзерів і роботизованої руки (як на Феніксі) для викопування підповерхневого ґрунту і взяття зразків для хімічного аналізу на апараті. Світловий детектор і пошуковий інструмент (Лідар), для дистанційного геологічного аналізу, а також зондування погоди.